# Clarac (Alto Garona)
Clarac (em occitano:  Clarac) é uma comuna francesa na região administrativa da Occitânia, no departamento do Alto Garona. Estende-se por uma área de 4.74 km², com 644 habitantes, segundo o censo de 2018, com uma densidade de 140 hab/km².